# Frederick Rousseau
Frederick Rousseau (* 8. April 1958 in Paris) ist ein französischer Musiker, Arrangeur, Tontechniker und Musikproduzent im Bereich der elektronischen Musik. Er arbeitete mit bekannten Musikern wie Jean Michel Jarre und Vangelis zusammen.

## Karriere

### Zusammenarbeit mit Jean Michel Jarre
Rousseau wurde in Paris geboren. Schon als Jugendlicher versuchte er sich an verschiedenen Instrumenten und entschied sich schließlich für die Keyboards. Ab etwa 1980 arbeitete er im Musicland in Paris als Demonstrator. Dort lernte er Jean Michel Jarre kennen, war zunächst an der Entwicklung des ersten polyphonen Sequenzers beteiligt und begleitete Jarre danach 1981 auf dessen China-Tournee, wo sie vor bis zu 60.000 Zuschauern auftraten. Jarre veröffentlichte die Konzertmitschnitte 1982 als Live-Album The Concerts in China. Bei den Aufnahmen zu Jarres 1984 erschienenem Album Zoolook spielte Rousseau einen Teil der Keyboards ein und war für die Programmierung des Fairlight CMI verantwortlich. Das Angebot, am Nachfolgealbum Rendez-vous mitzuwirken, lehnte Rousseau allerdings ab.
Die beiden Musiker trafen sich erst 1990 wieder, als Rousseau am 14. Juli 1990 als Begleitmusiker von Jarre an dessen Konzert Paris La Défense – Une Ville En Concert mitwirkte. Mit über 2 Millionen Zuschauern erreichte das Ereignis einen Eintrag ins Guinness-Buch der Rekorde.

### Zusammenarbeit mit Vangelis
Rousseau kannte Vangelis bereits seit 1980. Wenn Vangelis für Tonaufnahmen im Pariser Ableger des Nemo Studios war, orderte er die benötigten elektronischen Instrumente beim Musicland, und Rousseau als Mitarbeiter lieferte sie ihm ins Studio. Dieser lockere Kontakt führte 1990 dazu, dass Vangelis sein Album The City in Rousseaus Studio Mega aufnahm. Danach arbeitete Rousseau regelmäßig mit und für Vangelis, üblicherweise fünf bis sechs Monate im Jahr. Rousseau war in den darauf folgenden nahezu 20 Jahren an jedem Albumprojekt als Begleitmusiker, Toningenieur oder als Mitproduzent beteiligt. Er wirkte unter anderen an den Filmmusiken zu Die Pest, Bitter Moon, 1492 – Die Eroberung des Paradieses und Blade Runner mit.

### Solo-Karriere
Die erste Eigenveröffentlichung datiert in das Jahr 1982, als Rousseau gemeinsam mit Francis Rimbert im Rahmen der Reihe April Orchestra via CBS das Album April Orchestra Vol. 48 (Présente FR2) einspielte. Beide kannten sich von der Zusammenarbeit mit Jean Michel Jarre. In der Serie folgte 1985 ein weiteres Album unter dem Titel April Orchestra Vol. 61 Présente Earth, das ausschließlich Eigenkompositionen von Rousseau enthielt. Im Jahr 1987 richtet er gemeinsam mit Thierry Rogen das Tonstudio Studio Mega in Paris ein. Dort nahm er auch das Album Overview auf, das 1987 erschien. Auch die Illustrator-Reihe entstand im Studio Mega. Auch zahlreiche bekannte französische Künstler nahmen Alben im Studio Mega auf, unter ihnen Mylène Farmer, Jean-Louis Murat, Indochine und Jean Louis Aubert. 1992 beschloss Rousseau, das Studio zu schließen und nur noch seine eigenen Werke aufzunehmen.
Seine Solo-Alben waren gekennzeichnet von der Kombination elektronischer Musik mit traditioneller außereuropäischer Musik. 1997 adaptierte er auf Mô japanische Folklore und auf Woods afrikanische Rhythmen, ohne sich jedoch dem Ethno-Pop verpflichtet zu sehen. Es folgten zahlreiche weitere Projekt, unter ihnen zwei Beiträge zur Oxygène-Reihe des französischen Labels Origin (1997) und die fünfteilige Reihe Terres De Légendes (2000). Neben der Musik interessiert Rousseau sich für Computeranimation.
Seit Ende der 2000er Jahre arbeitet Rousseau für das IRCAM. Zunächst war seine Aufgabe, die technischen Bestände zu erschließen, Derzeit arbeitet er für die Abteilung, die für die Verbindung zwischen IRCAM und Musikindustrie zuständig ist.

## Diskografie
Gelistet sind ausschließlich Solo-Veröffentlichungen.
- 1982: April Orchestra Vol. 48 (Présente FR2)
- 1985: April Orchestra Vol. 61 Présente Earth
- 1987: Overview
- 1988: Illustrator IV
- 1990: Illustrator V
- 1992: Illustrator VI
- 1995: Spirit In the Woods
- 1997: Mô
- 1997: Woods
- 1997: Abyss
- 1997: Oxygène 3: Le Sous-Bois (Musique Et Chuchotements)
- 1997: Oxygène 6: La Forêt (Musique Et Sérénité)
- 2000: Terres De Légendes (Pentalogie)
- 2002: Travels
- 2005: Tears